# Рубін Гебай
Рубін Гебай (алб. Rubin Hebaj, нар. 30 липня 1998, Шкодер, Албанія) — албанський футболіст, нападник українського клубу «Ворскла» (Полтава).

## Клубна кар'єра

### Ранні роки
У вересні 2012 року 14-річний Рубін розпочав футбольну кар'єру в клубі «Влазнія U-15». Разом з цією командою виграв Регіональний чемпіонат та був визнаний найкращим футболістом турніру. У команді U-15 провів один сезон, після чого був переведений до юнацької команди клубу. У сезоні 2016/17 років виступав за «Влазнію II» у Другому дивізіоні чемпіонату Албанії, відзначився 2-а голами в 3-х матчах.

### «Влазнія»
Дебютував за першу команду «Влазанії» під керівництвом Арміра Гримая 28 жовтня 2015 року в нічийному (0:0) поєдинку Кубку Албанії проти «Аполонії». Гебай вийшов на поле на 70-й хвилині, замінивши Сантьяго Мартінеса.

### «Домжале»
22 червня 2017 року Рубін виїхав за кордон, де підписав 3-річний контракт зі словенським клубом «Домжале». Дебютував за «Домжале» 30 липня 2017 року в поєдинку 3-о туру проти «Анкарану», в якому на 58-й хвилині замінив Матію Рома. Дебютним голом за команду відзначився 27 серпня 2017 року в поєдинку 3-о туру проти «Кршко». На початку цього матчу Гебай відзначився результативною передачею на Алена Ожбольта, а через декілька хвилин відзначився голом (2:1). Тим не менше, «Кршко»  виграв цей матч (4:2).

#### Оренда в «Партизані»
27 липня 2018 року «Партизані» погодив 1-річну оренду Рубіна, при цьому заробітну плату повинен був виплачувати словенський клуб. У столичному клубі був презентований вже наступного ж дня й отримав футболку з 9-м ігровим номером. У першій частині сезону виходив на поле з лави для запасних або взагалі просиджував увесь матч на лавці. Однак він відіграв вирішальну роль у столичному дербі проти «Тирани», коли після виходу на заміну відзначився дебютними голами в першій лізі, чим допоміг команді вирвати перемогу (2:1) та зберегти лідерство в чемпіонаті.

### «Ворскла»
У середині серпня 2019 року підписав 2-річний контракт з «Ворсклою».

## Кар'єра в збірній

### Албанія U-17
Гебай був викликаний головним тренером юнацької збірної Албанії U-17 Джемалем Мустеданагичем для участі в кваліфікації юнацького чемпіонат Європи U-17 2015, де албанці потрапили до 9-ї групи. Дебютував у збірній 8-о жовтня в програному (0:3) виїзному поєдинку проти Норвегії, вийшовши на поле в другому таймі з лави для запасних. Зіграв ще у двох поєдинках групового етапу, проте не зміг допомогти збірній вийти до наступного раунду, оскільки албанці фінішували на 3-у місці.

### Албанія U-19
У листопаді 2015 року головний тренер юнацької збірної Албанії U-19 Ар'ян Беллай викликав Рубіна для участі в матчах кваліфікації чемпіонату Європи U-19 2016. Зіграв у всіх трьох матчах у групі 8, проте Албанія знову вибула з турніру, посівши 3-є підсумкове місце.

### Албанія U-20
Албан Буши надіслав дебютний виклик Гебая до складу юнацької збірної Албанії U-20 на товариський матч проти однолітків з Грузії, який повинен був відбутися 14 листопада 2017 року. Дебютував за збірну в програному (0:3) поєдинку проти збірної Грузії U-20, відігравши усі 90 хвилин матчу.

### Молодіжна збірна Албанії
Дебютний виклик до молодіжної збірної отримав від Реді Юпі на матч кваліфікації молодіжного чемпіонату Європи 2017 року проти ізраїльської молодіжки, який повинен був відбутися 10 жовтня 2016 року. Проте Рубін так і не вийшов на футбольне поле, а албанці поступилися з рахунком 0:4.
Албан Буши викликав Рубіна на товариський поєдинок проти Франції (5 червня 2017 року) та на матч кваліфікації молодіжного чемпіонату Європи 2019 проти Естонії наступного тижня. Дебютував за збірну 5 червня 2017 року, вийшов на заміну в програному (0:3) домашньому поєдинку проти Франції.
Дебютними голами за албанську «молодіжку» відзначився в листопаді 2018 року у товариських матчах проти Мальти. 16 листопада в переможному (2:0) матчі на стадіоні «Сельман Стармасі» він заробив та реалізував пенальті, а три дні по тому на стадіоні «Лоро Борічі» також відзначився голом та допоміг албанцям здобути перемогу.

## Статистика виступів

### Клубна
Станом на 27 квітня 2019.
| Сезон                | Команда              | Чемпіонат            | Чемпіонат | Чемпіонат | Нац. кубок | Нац. кубок | Нац. кубок | Конт. кубок | Конт. кубок | Конт. кубок | Інші кубки | Інші кубки | Інші кубки | Загалом | Загалом |
| Сезон                | Команда              | Змаг                 | Матчі     | Голи      | Змаг       | Матчі      | Голи       | Змаг        | Матчі       | Голи        | Змаг       | Матчі      | Голи       | Матчі   | Голи    |
| -------------------- | -------------------- | -------------------- | --------- | --------- | ---------- | ---------- | ---------- | ----------- | ----------- | ----------- | ---------- | ---------- | ---------- | ------- | ------- |
| жов. 2015-2016       | «Влазнія»            | КС                   | 0         | 0         | КА         | 1          | 0          | -           | -           | -           | -          | -          | -          | 1       | 0       |
| 2016-2017            | «Влазнія»            | КС                   | 23        | 4         | КА         | 2          | 0          | -           | -           | -           | -          | -          | -          | 25      | 4       |
| Усього за «Влазанію» | Усього за «Влазанію» | Усього за «Влазанію» | 23        | 4         |            | 3          | 0          |             | -           | -           |            | -          | -          | 26      | 4       |
| 2017-2018            | «Домжале»            | 1 СНЛ                | 14        | 4         | КС         | 1          | 1          | ЛЄУ         | 0           | 0           | -          | -          | -          | 15      | 5       |
| 2018-2019            | «Партизані»          | СА                   | 21        | 4         | КА         | 4          | 4          | ЛЄУ         | -           | -           | -          | -          | -          | 25      | 8       |
| 2019-2020            | «Ворскла»            | ПЛ                   | 0         | 0         | КУ         | 0          | 0          | -           | -           | -           | -          | -          | -          | 0       | 0       |
| Усього за кар'єру    | Усього за кар'єру    | Усього за кар'єру    | 58        | 12        |            | 8          | 5          |             | 0           | 0           |            | -          | -          | 66      | 17      |

### У збірній
| Дата       | Місто    | Господарі         | Результат | Гості                | Турнір      | Голи | Примітки |
| ---------- | -------- | ----------------- | --------- | -------------------- | ----------- | ---- | -------- |
| 5-6-2017   | Тирана   | Албанія           | 0 – 3     | Франція              | Товариський | -    | 52'      |
| 12-6-2017  | Ельбасан | Албанія           | 0 – 0     | Естонія              | кв. МЧЄ     | -    | 46'      |
| 31-8-2017  | Лурган   | Північна Ірландія | 1 – 0     | Албанія              | кв. МЧЄ     | -    | 64'      |
| 10-10-2017 | Ельбасан | Албанія           | 0 – 0     | Ісландія             | кв. МЧЄ     | -    | 81'      |
| 10-11-2017 | Тирана   | Албанія           | 1 – 1     | Північна Ірландія    | кв. МЧЄ     | -    | 46'      |
| 28-5-2018  | Ельбасан | Албанія           | 0 – 2     | Боснія і Герцеговина | Товариський | -    |          |
| 16-11-2018 | Ельбасан | Албанія           | 2 – 0     | Мальта               | Товариський | 1    |          |
| 19-11-2018 | Тирана   | Албанія           | 3 – 2     | Мальта               | Товариський | 2    |          |
| Усього     |          | Матчів            | 8         |                      | Голів       | 3    |          |

## Досягнення

### Клубні
- Чемпіон Албанії (1):

«Партизані»: 2018-19
- Володар Кубка Албанії (1):

«Теута»: 2019-20
- Володар Суперкубка Албанії (1):

«Теута»: 2020
- Чемпіон Македонії (1):

«Шкендія»: 2020-21
- Володар Суперкубка Узбекистану (1):

«Насаф»: 2025